# العلاقات الزامبية الفيتنامية
العلاقات الزامبية الفيتنامية هي العلاقات الثنائية التي تجمع بين زامبيا وفيتنام.

## مقارنة بين البلدين
هذه مقارنة عامة ومرجعية للدولتين:
| وجه المقارنة                                              | زامبيا                         | فيتنام           |
| --------------------------------------------------------- | ------------------------------ | ---------------- |
| المساحة (كم2)                                             | 752.62 ألف                     | 331.69 ألف       |
| عدد السكان (نسمة)                                         | 17.09 مليون                    | 94.66 مليون      |
| الكثافة السكانية (ن./كم²)                                 | 22.71                          | 285.39           |
| العاصمة                                                   | لوساكا                         | هانوي            |
| اللغة الرسمية                                             | لغة إنجليزية                   | اللغة الفيتنامية |
| العملة                                                    | كواشا زامبي، كواشا زامبي قديم ‏ | دونغ فيتنامي     |
| الناتج المحلي الإجمالي (بليون دولار)                      | 25.81 مليار                    | 234.19 مليار     |
| الناتج المحلي الإجمالي (تعادل القوة الشرائية) بليون دولار | 62.18 مليار                    | 553.42 مليار     |
| الناتج المحلي الإجمالي الاسمي للفرد دولار أمريكي          | 1.30 ألف                       | 2.48 ألف         |
| الناتج المحلي الإجمالي للفرد دولار أمريكي                 | 3.90 ألف                       | 5.63 ألف         |
| مؤشر التنمية البشرية                                      | 0.586                          | 0.666            |
| رمز المكالمات الدولي                                      | +260                           | +84              |
| رمز الإنترنت                                              | .zm                            | .vn              |
| المنطقة الزمنية                                           | ت ع م+02:00                    | ت ع م+07:00      |

## منظمات دولية مشتركة
يشترك البلدان في عضوية مجموعة من المنظمات الدولية، منها:
| علم المنظمة | اسم المنظمة                        | تاريخ انضمام زامبيا | تاريخ انضمام فيتنام |
| ----------- | ---------------------------------- | ------------------- | ------------------- |
|             | الاتحاد البريدي العالمي            | ?                   | ?                   |
|             | يونسكو                             | 9 نوفمبر 1964       | 6 يوليو 1951        |
|             | البنك الدولي للإنشاء والتعمير      | 23 سبتمبر 1965      | 21 سبتمبر 1956      |
|             | منظمة التجارة العالمية             | ?                   | 11 يناير 2007       |
|             | وكالة ضمان الاستثمار متعدد الأطراف | 6 يونيو 1988        | 5 أكتوبر 1994       |
|             | الاتحاد الدولي للاتصالات           | 23 أغسطس 1965       | 24 سبتمبر 1951      |
|             | منظمة الشرطة الجنائية الدولية      | ?                   | ?                   |
|             | مؤسسة التمويل الدولية              | 23 سبتمبر 1965      | 4 أغسطس 1967        |
|             | الأمم المتحدة                      | 1 ديسمبر 1964       | 20 سبتمبر 1977      |
|             | مؤسسة التنمية الدولية              | 23 سبتمبر 1965      | 24 سبتمبر 1960      |
|             | منظمة حظر الأسلحة الكيميائية       | ?                   | ?                   |

## وصلات خارجية
- موقع وزارة الخارجية الفيتنامية